# Daniel Héricé
Pas d'image ? Cliquez ici

a Compétitions nationales et continentales officielles uniquement.

b Matchs officiels uniquement.
Daniel Héricé, né le 7 septembre 1921 à Saint-Émilion (Gironde) et mort le 27 juin 2005 à Bordeaux (Gironde), est un joueur international français de rugby à XV, qui a joué avec le CA Périgueux, l'AS Montferrand, le SC Tulle, le CA Bègles-Bordeaux et l'UA Gaillac au poste de troisième ligne (1,83 m pour 88 kg). 
Il fut champion de France du décathlon en 1942 et 1943, et du lancer du disque en 1945.

## Biographie
Daniel Héricé naît le 7 septembre 1921 à Saint-Émilion.
Il dispute un test match avec l'équipe de France le 28 janvier 1950 contre l'équipe d'Irlande.
Il meurt le 27 juin 2005 à Bordeaux.

## Palmarès

### En club
- Finaliste de la Coupe de France en 1945 avec l'AS Montferrand.
- Vainqueur de la Coupe de France en 1949 avec le CA Bègles.

### En équipe nationale
- Sélections en équipe de France : 1
- Tournoi des Cinq Nations disputé : 1950